# Proportionaler Tarif
Ein proportionaler Tarif liegt vor, wenn der zu zahlende Geldbetrag im gleichen Maße steigt wie die Bemessungsgrundlage. 
Bei der Umsatzsteuer wird ein konstanter Steuersatz angewendet, weshalb hier ein proportionaler Tarif vorliegt. 
Das gilt auch für den Beitrag zur gesetzlichen Kranken- und Pflegeversicherung und den Zusatzbeitrag in Deutschland, soweit das maßgebende Einkommen die Beitragsbemessungsgrenze nicht übersteigt.
Bezogen auf die Einkommensteuer spricht man dann von einem proportionalen Tarif oder einer proportionalen Steuer, wenn alle Steuerzahler denselben Anteil ihres Einkommens abführen müssen, unabhängig von der Höhe ihres Einkommens (Flat Tax).